# Gabriel (Wojewodin)
Gabriel, imię świeckie Grigorij Dmitrijewicz Wojewodin (ur. 25 grudnia 1868?/6 stycznia 1869 w Łudze lub w Petersburgu, zm. 17 grudnia 1937 w Borowiczach) – rosyjski biskup prawosławny. 

## Życiorys
Pochodził z rodziny mieszczańskiej. W 1890 ukończył VIII gimnazjum w Petersburgu, zaś w 1894 uzyskał dyplom kandydata nauk teologicznych w Petersburskiej Akademii Duchownej. W tym samym roku spotkał się z Janem Kronsztadzkim; spotkanie to wywarło na niego ogromny wpływ i ostatecznie przesądziło o złożeniu przezeń ślubów mniszych. Nastąpiło to 13 lutego 1893; jeszcze w tym samym roku mnich Gabriel został wyświęcony na hierodiakona, zaś w 1894 – na hieromnicha. Po przyjęciu święceń kapłańskich został zatrudniony w seminarium duchownym w Ardonie. Następnie od sierpnia 1896 do lipca 1898 wykładał homiletykę w seminarium w Mohylewie, po czym od 1898 do 1901 był inspektorem seminarium w Połtawie. 
Od 1901 do 1908 kierował jako przełożony, z godnością archimandryty, monasterem Zaśnięcia Matki Bożej w Ufie. W 1908 przeniesiony do eparchii wołyńskiej, objął urząd przełożonego monasteru Objawienia Pańskiego w Żytomierzu, zaś od 1910 także monasteru Przemienienia Pańskiego w Tryhoriu. Kierował ponadto szkołą duchowną w Żytomierzu.
25 czerwca 1910 w soborze Przemienienia Pańskiego w Żytomierzu został wyświęcony na biskupa ostroskiego, wikariusza eparchii wołyńskiej. W jego chirotonii biskupiej udział wziął arcybiskup wołyński i żytomierski Antoni oraz czterech innych hierarchów. W 1915 został przeniesiony do eparchii orenburskiej jako jej wikariusz z tytułem biskupa czelabińskiego, zaś rok później został biskupem barnaułskim, wikariuszem eparchii tomskiej. Brał udział w Soborze Lokalnym Rosyjskiego Kościoła Prawosławnego w latach 1917–1918. W 1918, po swoim powrocie do eparchii tomskiej, poparł wspierany przez wojska Kołczaka Tymczasowy Wyższy Zarząd Cerkiewny na Syberii. Nominowany na biskupa czelabińskiego i troickiego, nigdy nie objął swoich obowiązków. W 1919 wzmiankowany jako biskup akmoliński. W 1920, po upadku Kołczaka, został aresztowany w Irkucku razem z innymi biskupami, którzy zbiegli do tego miasta z Syberii zachodniej, szybko odzyskał wolność. W 1921 otrzymał nominację na biskupa pietropawłowskiego; na katedrze miał zastąpić zamordowanego biskupa Metodego, jednak ponownie nigdy nie dotarł do miasta będącego siedzibą eparchii. Od września 1921 przebywał w monasterze w Tomsku w charakterze emerytowanego biskupa na prawach przełożonego.
W 1922 ogłosił przystąpienie do Żywej Cerkwi. W ramach tego ruchu był przez rok (1922–1923) biskupem tomskim, następnie w 1923 ałtajskim. W lecie tego roku złożył przed patriarchą Tichonem akt pokutny i został ponownie przyjęty do Rosyjskiego Kościoła Prawosławnego jako biskup, a następnie arcybiskup w stanie spoczynku. Władze cerkiewne skierowały go do Petersburga, gdzie służył w cerkwi św. Piotra. W 1925 zmuszony do wyjazdu do Moskwy, w roku następnym wrócił do Leningradu, gdzie przebywał bez prawa wyjazdu. Dzięki rekomendacji metropolity leninigradzkiego Józefa został w 1926 biskupem kingisepskim, wikariuszem eparchii leningradzkiej.
19 kwietnia 1927 aresztowany w Petersburgu, 19 listopada tego samego roku został zwolniony po zobowiązaniu się do pozostania w mieście, zaś 1928 jego sprawa została umorzona. W 1927 na krótko dołączył do nie wspominających, następnie jednak uznał stanowisko metropolity Sergiusza (Stragorodskiego) w sprawie lojalności Cerkwi wobec władz za słuszne. W grudniu 1928 został arcybiskupem połockim i witebskim. W 1929 został przeniesiony w stan spoczynku na własną prośbę. Wrócił wówczas do Leningradu i służył początkowo w cerkwi św. Piotra, a następnie, po jego zamknięciu, w soborze Fiodorowskiej Ikony Matki Bożej. W 1932 aresztowany i skazany na pięć lat łagru. Karę odbywał w łagrach Syberyjskim, a następnie Karagandyjskim. W 1937 został zwolniony i wrócił do Leningradu. Gdy odmówiono mu zgody na podjęcie pracy duszpasterskiej, udał się do Borowicz, ale i tam nie mógł podjąć służby liturgicznej. W 1937 został oskarżony o kierowanie organizacją kontrrewolucyjną i skazany na śmierć. Rozstrzelany w grudniu 1937 razem z grupą 51 osób oskarżonych w tej samej sprawie, w tym kanonizowanymi następnie jako nowomęczennice Kirą Oboleńską i Katarzyną Arską.